# Ulrich Profitlich
Ulrich Profitlich (* 1936 in Braunschweig) ist ein deutscher Literaturwissenschaftler und Professor für Neuere Deutsche Literatur an der Freien Universität Berlin.

## Leben
Ulrich Profitlich studierte von 1954 bis 1960 in Köln, Bonn, Wien und Berlin Germanistik und Philosophie. 1964 wurde er in Bonn promoviert. Die Habilitation erfolgte 1972 in Berlin. Nach Gastprofessuren in Kanada (1969/70) und an der Universität Kiel (1972/73) wurde er 1973 Professor an der Gesamthochschule Paderborn. 1983 erhielt er einen Ruf als Professor für Neuere deutsche Literatur an die Freie Universität Berlin. Verschiedene Gastprofessuren führten ihn außerdem in die USA, Griechenland und Australien.
Profitlich wurde 2001 emeritiert, gibt aber weiterhin Seminare und betreut Studenten und Doktoranden. Er lebt und arbeitet in Berlin.

## Forschungsschwerpunkte
Forschungsschwerpunkte von Profitlich sind die Geschichte des deutschen Dramas vom 18. Jahrhundert bis in die Gegenwart, die Theorie des Dramas sowie die Schriften Lessings, Schillers und Friedrich Maximilian Klingers. Profitlich verfasste zahlreiche Aufsätze und Beiträge zu Lessing, Jakob Michael Reinhold Lenz, Schiller, Jean Paul, Ulrich Becher, Friedrich Dürrenmatt, Max Frisch, Martin Walser, Peter Hacks, Heiner Müller, Volker Braun und anderen sowie autorenübergreifende Aufsätze zur Geschichte des Dramas nach 1945, insbesondere der DDR, und zur Theorie des Dramas, insbesondere zu den Themen Zufall, Groteske, Volksstück, Tragödie und Komödie.

## Schriften (Auswahl)
- Der seelige Leser. Untersuchungen zur Dichtungstheorie Jean Pauls (= Bonner Arbeiten zur Deutschen Literatur. Band 18). Dissertation. Bonn 1968.
- Eitelkeit. Eine Untersuchung zum Romanwerk Jean Pauls (= Schriften zur Literatur. Band 12). Berlin, Zürich 1969.
- Friedrich Dürrenmatt. Komödienbegriff und Komödienstruktur. Stuttgart 1973, ISBN 978-3-17-001184-7.
- (Mitherausgeber): Historisch-kritische Edition der Werke und Briefe Maximilian Klingers. 1978ff.
- Volker Braun. Studien zu seinem dramatischen und epischen Werk. München 1985, ISBN 978-3-7705-2262-0.
- (Hrsg.): Dramatik der DDR. Frankfurt am Main 1987, ISBN 978-3-518-38572-2.
- mit Hartmut Eggert, Klaus R. Scherpe (Hrsg.): Geschichte als Literatur. Formen und Grenzen der Repräsentation von Vergangenheit. 1990.
- (Hrsg.): Komödientheorie. Texte und Kommentare vom Barock bis zur Gegenwart. Reinbek 1998, ISBN 978-3-499-55574-9.
- (Hrsg.): Tragödientheorie. Texte und Kommentare vom Barock bis zur Gegenwart. Reinbek 1999, ISBN 978-3-499-55573-2.